# 斑尾虎鼬
斑尾虎鼬(學名：Dasyurus maculatus），又称带斑袋鼬、斑尾袋鼬、斑点袋鼬或虎猫，是澳大利亚本土一种隶属袋鼬属的肉食性有袋类动物。雄性和雌性的平均体重分别为3.5公斤和1.8公斤。斑尾袋鼬是澳大利亚大陆上現存体型最大的肉食性有袋动物，也是世界现存体型最长的肉食性有袋动物（塔斯马尼亚袋獾是全世界体型最大的肉食性有袋动物）。

## 分类
斑尾袋鼬是袋鼬科家族的成员。袋鼬科包括绝大多数的肉食性有袋类哺乳动物。这种袋鼬于1792年经苏格兰作家、自然学家罗伯特·科尔发现。当时他将斑尾袋鼬归入于负鼠目。其物种学名 maculatus 意思即为“有斑点”。
目前已知斑尾袋鼬有两个亚种，分别为：
1. 发现于昆士兰州南部和塔斯马尼亚岛的塔斯马尼亚斑尾袋鼬。
2. 发现于昆士兰州北部的濒危亚种，即北昆士兰斑尾袋鼬。

## 描述

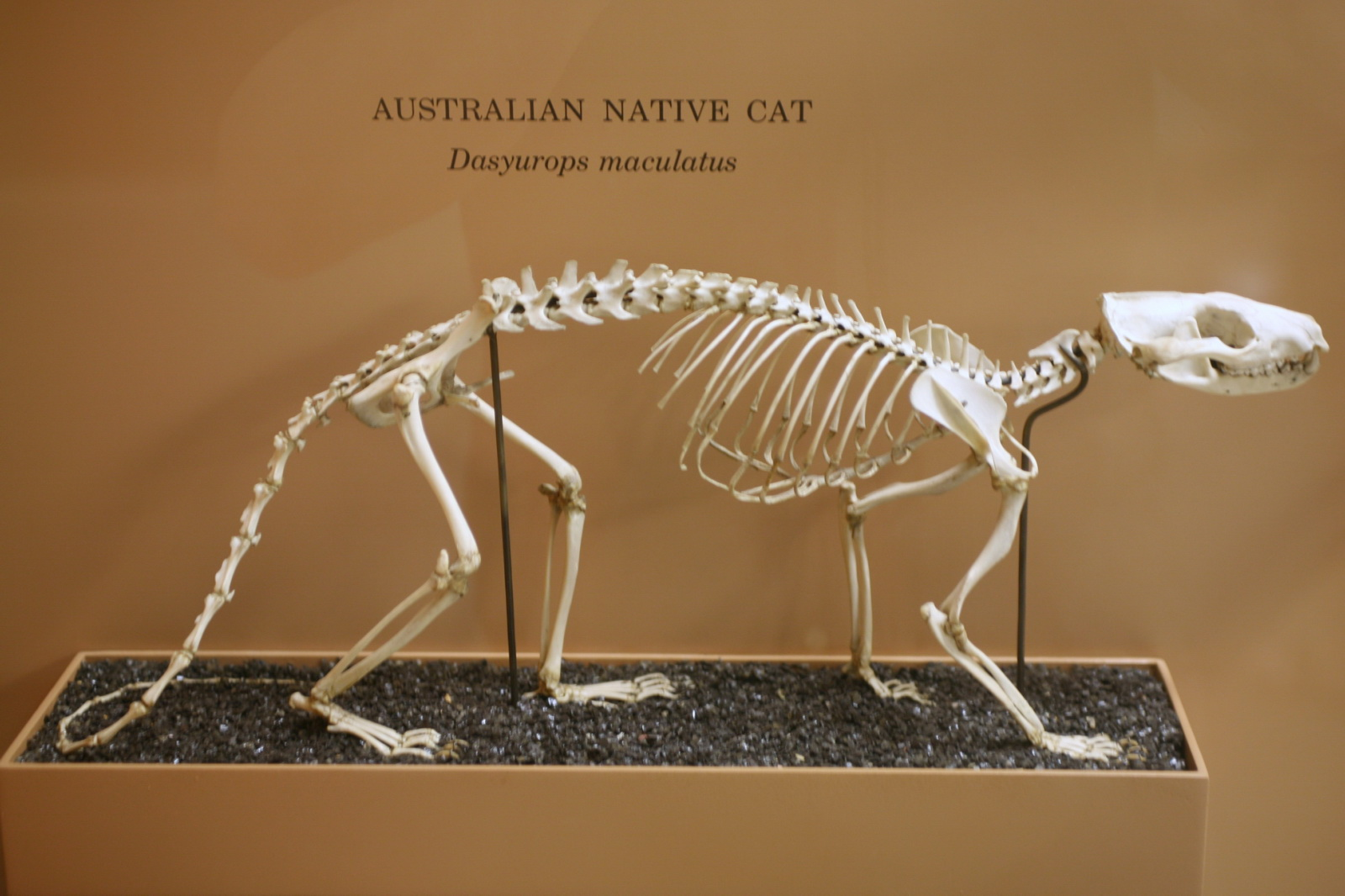
斑尾袋鼬骨骼标本

斑尾袋鼬是袋鼬中体型最大的一类。雄性塔斯马尼亚斑尾袋鼬的平均体重为3.5公斤，雌性为1.8公斤。雄性北昆士兰斑尾袋鼬的平均体重为1.6公斤，雌性为1.15公斤。作为比较，体型仅次于斑尾袋鼬的西部袋鼬，其雄性平均体重为1.31公斤，雌性为0.89公斤。
斑尾袋鼬四肢较短，尾巴与头身等长。其头部及颈部宽厚，口鼻细长及偏圆形。斑尾袋鼬前后四肢各有五只脚趾，其后脚大拇指极为发达。为适应爬树习性，斑尾袋鼬的足底肉垫呈脊状隆起，以弥补其尾部不适于抓握的构造。
斑尾袋鼬是袋鼬类动物中，唯一一种尾部也与躯干一样带有斑点的物种。斑尾袋鼬通常拥有红褐色的毛皮和白色的斑点，而且颜色不会随季节变更而改变。斑尾袋鼬的毛皮上附有黄褐色的油。其腹部呈浅灰色或奶白色。雄性塔斯马尼亚斑尾袋鼬的平均身长为930毫米，雌性则为811毫米。而北昆士兰斑尾袋鼬的雄性和雌性的平均身长则分别为801毫米和742毫米。

## 分布及生态区域

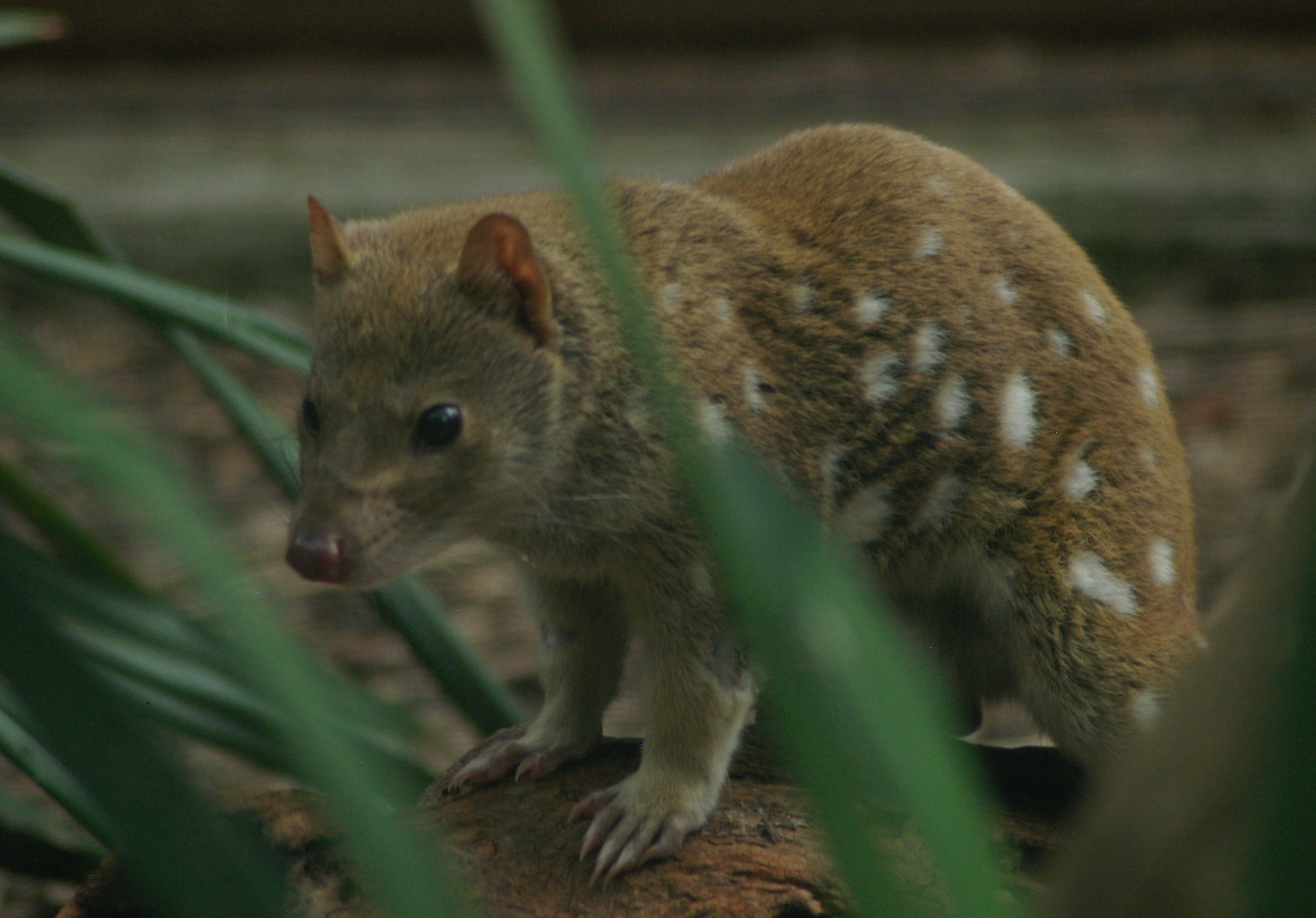
斑尾袋鼬，拍摄于澳大利亚维多利亚州希尔斯维尔野生动物保护区

斑尾袋鼬多被发现于年降雨量超过600毫米的澳大利亚东部地区。在历史上，斑尾袋鼬曾活动于整个昆士兰州东南部、新南威尔士州东部、维多利亚州、南澳东南部和塔斯马尼亚岛。欧洲人开始在澳大利亚定居和殖民后，袋鼬在澳大利亚大陆的栖息环境受到严重摧毁。如今，斑尾袋鼬在昆士兰州东南部，除国家公园以外的其他地区极为罕见；而在维多利亚州，斑尾袋鼬的数量亦减少了将近50%。虽然斑尾袋鼬在新南威尔士州的分布数量下降并不严重，但仍属稀少。斑尾袋鼬现时主要在有季节性降雨的塔斯马尼亚州北部和西部活动。另外，斑尾袋鼬曾一度在弗林德斯岛和国王岛上出没，但自20世纪以来，斑尾袋鼬已不在塔斯马尼亚的近海岛屿上出现。

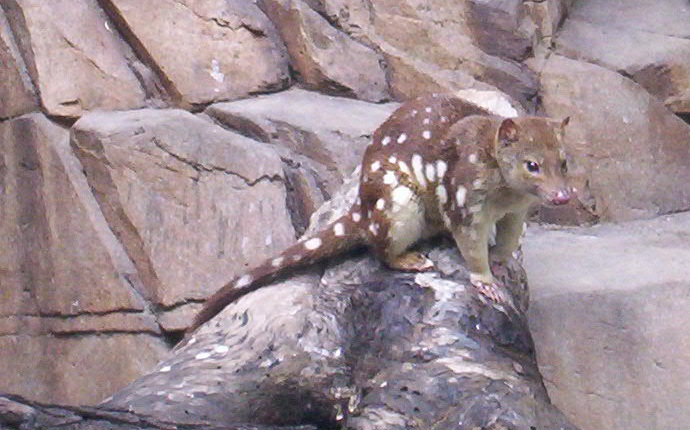
摄于澳大利亚昆士兰州伊普斯威奇市皇后公园内的野生动物保护区的斑尾袋鼬

斑尾袋鼬的栖息地虽多样化，但它们似乎更倾向于生活在雨林或桉树林附近的湿润森林。它们有11%的时间在树上行动。斑尾袋鼬会捕食昆虫、小龙虾、蜥蜴、蛇、鸟类、家养家禽和小型哺乳类动物，例如：鸭嘴兽、兔子、树栖负鼠、小型沙袋鼠、小袋鼠和袋熊。它们也会捕食体型较大的动物，例如：袋鼠、野猪、牛和澳大利亚土狗。但与袋獾相比，斑尾袋鼬的捕食量较少。
斑尾袋鼬大多会捕食栖息在树上的生物。因为其捕食的生物种类繁多，所以较不受森林大火的影响。斑尾袋鼬会在夜间爬到树的高处，捕食负鼠和鸟类。斑尾袋鼬捕猎时会跟踪猎物，在恰当的时候停下，并咬向猎物的头盖骨底部或颈部最上端。斑尾袋鼬会根据猎物的体积大小决定撕咬位置。如遇到小型猎物，斑尾袋鼬会先用前爪将猎物按住，随后再咬向猎物。如遇到大型猎物，斑尾袋鼬会先跳起，抓住猎物的后背，然后咬向猎物颈部。
在塔斯马尼亚地区，斑尾袋鼬是袋獾和面具猫头鹰的猎物。而在澳大利亚大陆地区，斑尾袋鼬则是澳洲土狗和犬类，又或是楔尾雕和巨蟒的猎食对象。与此同时，斑尾袋鼬也会与包括狐狸、猫和野狗在内的外来物种相对抗。斑尾袋鼬也是许多体内寄生虫的携带体。

## 生命周期

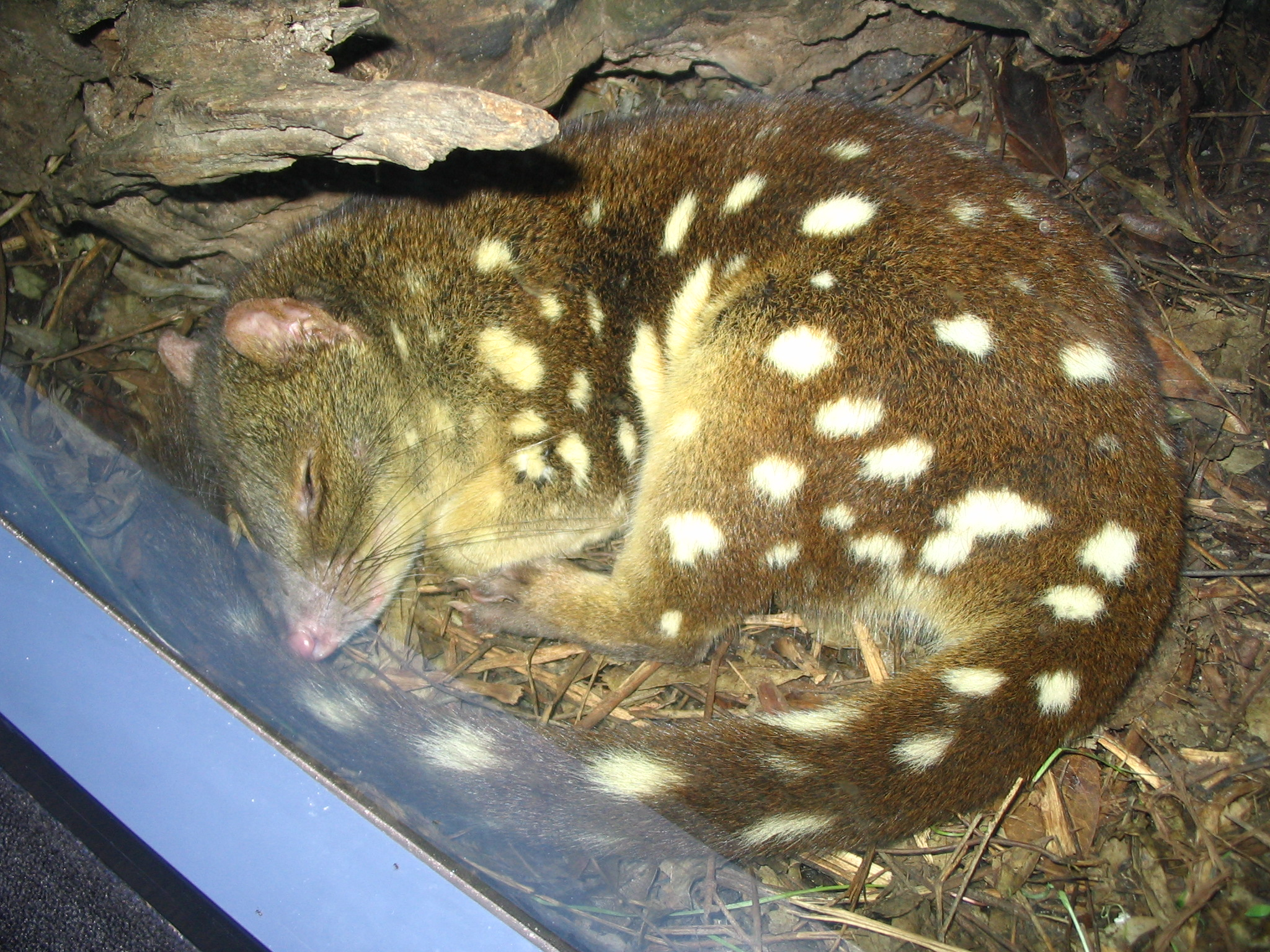
一只在澳大利亚悉尼野生动物园內睡觉的斑尾袋鼬

斑尾虎鼬是夜行动物，日间则在巢中休息。然而，幼兽或带着幼兽的雌兽也可能在日间出现，并在无光的环境下离巢。与其他袋鼬一样，斑尾虎鼬行走时遵从一定的步法。牠们不十分着重留下或追踪痕迹，不过牠们也懂得沿道路搜集和用鼻嗅出记号。
斑尾虎鼬会以多种不同的地方为巢，包括地穴、山洞、石隙、树洞、橫在地上的空心木，以及人类建築物（如居所或棚）之下。雄性斑尾虎鼬的栖息范围在580−875公顷之间，而雌性斑尾虎鼬的栖息范围则介乎90−188公顷。绝大部份定居的斑尾虎鼬均为雌性，但根据一项族群研究，不论是雄性还是雌性的斑尾虎鼬都有游猎者和定居者。雄性斑尾虎鼬的栖息范围会互相交集，但牠们各自有一个至少 128 公顷大的核心活动范围，至于雌性斑尾虎鼬的栖息范围则较少交集。在繁殖季节时，有些斑尾虎鼬会共用一巢。交配过后，雌性会对雄性较具攻击性，尤以分娩前后为甚。
与其他袋鼬相比，斑尾虎鼬较常以气味或声音通讯，而较少使用视觉。牠们打招呼时，以鼻子相触；雄性会嗅雌性的尾部以探知雌性是否发情。斑尾虎鼬口部及耳內的分泌也有助同类分辨其身分。有些斑尾虎鼬群体会有公共厕所，其他则没有。这些厕所的位置通常在岩石较多的小河床、悬崖底部、道路旁边等等。

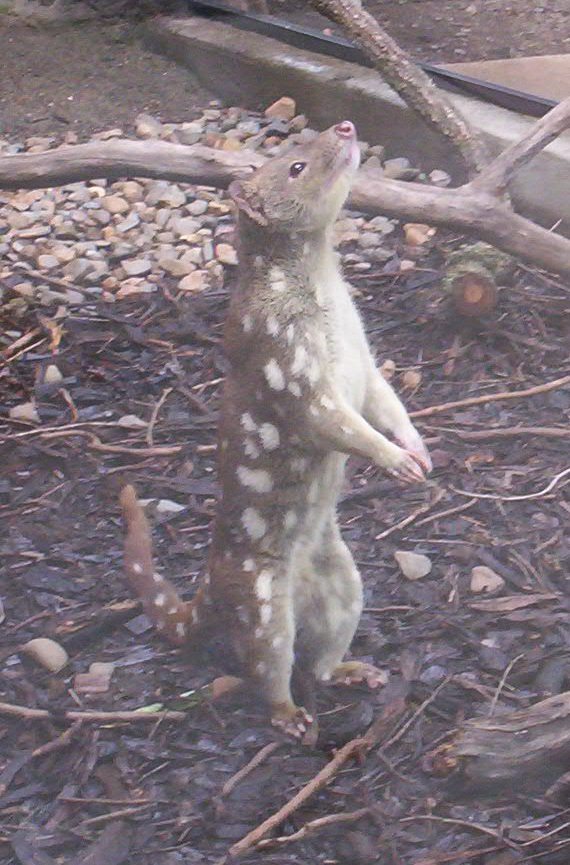
一只用后脚站立的斑尾袋鼬。此图片摄于摄于澳大利亚昆士兰州伊普斯威奇市皇后公园野生动物保护区

斑尾虎鼬之间交流通讯时会有叫声，但一般不发出过多音量。當牠们受骚扰或准备打斗时，会发出呼气、咳嗽、嘶叫或尖叫。雌性发情时会发出“嗫嗫”的声音，而母兽与幼兽对话时会分别发出“呿呿”（母兽）或“嘎嘎”（幼兽）的声音。根据研究，幼兽多于打斗时发出声晌，而母兽则会于幼兽爬上她的身上时发出“嘶嘶”声。当遇到敌对者时，斑尾虎鼬会以咧咀互相威胁，并会把耳朵移后和瞇起眼睛。雄性打斗时会互相抓、咬。
斑尾虎鼬的繁殖季节在每年冬季（六、七月），但雌性最早可於四月作好繁殖的准备。相比其他袋鼬，斑尾虎鼬的繁殖习性別具一格，因為其雌性会在发情時发出声晌，而且牠们也较容易接受雄性對牠們的行动。此外，雌性的颈部也会在發情時膨脹。雄性在交配時会以前肢抓住雌性的身旁，並用口颔住雌性的颈。斑尾虎鼬的交配过程可长达24小时。雌性分娩的时候，会翘起臀部并捲起尾巴。幼兽最初会在母亲的育幼袋中，而母兽在这段时期会侧睡。而在幼兽离开后，母兽会留在自己建造的巢里。幼兽在生命最初的 50 至 60 天不能视物，故须依靠听觉和触觉去寻找其母亲及兄弟姊妹。这种依赖在牠们出生 70 天后因为可以视物而停止。母兽不会背着幼兽活动，但幼兽会靠着母亲休息或在受惊时依附牠。到了幼兽出生 100 天后，母兽会对幼兽呈现攻击性，而幼兽也开始较独立地生活。

## 保育状况
斑尾虎鼬被收录于国际自然保护联盟的红色名录之中，状态为“近危”。澳大利亚的环境与能源部则把斑尾虎鼬列为濒危物种。由于斑尾虎鼬在特定的气候和栖境才能存活，加上牠们的生存所需空间大、分布密度低、容易与入侵物种构成竞争和寿命较短，人们认为牠们的存续容易受威胁。其中，对其栖境的破坏是现时斑尾虎鼬面对的最大威胁。另外，人类捕猎、交通意外、以及在田野中施放1080号杀虫剂也可能直接导致斑尾虎鼬的死亡率上升。保育者正透过族群监测、公众教育等手段，协助保存斑尾虎鼬。他们亦有意保护栖境及减少1080号杀虫剂对环境的影響。位于塔斯马尼亚岛西北部的狂河国家公园是其中的一个例子。